# 滋賀県道・岐阜県道40号山東本巣線
滋賀県道・岐阜県道40号山東本巣線（しがけんどう・ぎふけんどう40ごう さんとうもとすせん）は、滋賀県米原市野一色東交点を起点に岐阜県本巣市織部の里もとす交点に至る60.2 kmの主要地方道（滋賀県道・岐阜県道）である。

## 概要
滋賀県米原市から品又峠（加須川嶺）を経て岐阜県本巣市へ至るが、岐阜県と滋賀県の間の県境付近は自動車で通り抜けできない。
年末年始の期間は揖斐川町の谷汲山華厳寺付近は渋滞しやすい。

### 路線データ
- 起点：滋賀県米原市野一色東（国道365号・滋賀県道19号山東一色線交点）
- 終点：岐阜県本巣市曽井中島（国道157号交点）

## 歴史
米原市小泉から伊吹にかけての蝉合峡谷に藤田弥右エ門が取りまとめとして1881年（明治14年）8月から1883年（明治16年）1月8日にかけて広さ1丈余、長さ1015間2尺の蝉合新道が開設される。完成後は峡谷の美しさから多くの観光客が訪れたと伝えられる。
その後、この区間は1895年（明治28年）に伊吹道と改称されて県道に編入し、1899年（明治32年）に再び改修された。
県道に編入されたときは醒井から間田・上板並・下板並を経て吉槻に至る路線であったが、その後に甲賀・曲谷・甲津原までが1911年（明治44年）に県道となり、1925年（大正14年）頃に整備された。
滋賀県内の区間は明治期は県から町村土木工事補助費が支給されて工事が行われ、1919年（大正8年）の道路法の改正に伴い「甲津原柏原線」となる（当時の路線番号は220）が、本格的な工事は新道路法で一般県道267号山東本巣線となった昭和30年代まで見られなかったとされる。
当時は県道といえども工事費の3分の1を地元が負担しなければならなかったため順調に工事が進まなかった。

### 年表
- 1958年（昭和33年）7月26日 - 滋賀県が一般県道山東本巣線を認定（整理番号「267」）。
- 1960年（昭和35年）2月5日 - 岐阜県が一般県道山東本巣線を認定（整理番号「80」）。
- 1967年（昭和42年） - 米原市（当時は伊吹町）曲谷 - 甲津原の4,676 mの区間で、自衛隊によって幅員3 m（メートル）以下の部分を5 mに拡幅する工事が行われる[9]。
- 1972年（昭和47年）3月31日 - 岐阜県が県道番号の白紙再編に伴い一般県道は3桁に統一するため整理番号を「80」から「102」へ変更。
- 1982年（昭和57年）4月1日 - 建設省（現・国土交通省）が一般県道山東本巣線を主要地方道に指定。
- 1983年（昭和58年）
  - 1月21日 - 岐阜県が主要地方道路線認定に伴い整理番号を「102」から「40」へ変更。
  - 3月4日 - 滋賀県が主要地方道路線認定に伴い整理番号を「267」から「364」へ変更。
- 1990年（平成2年）9月17日 - 滋賀県が主要地方道の整理番号白紙再編に伴い整理番号を「364」から「40」へ変更。

## 路線状況

### 別名
- 揖斐川ふれあい街道（揖斐川町）

### 通行規制
- 雨量規制：米原市吉槻 - 甲津原、米原市伊吹 - 小泉
- 冬季規制：揖斐川町日坂 - 揖斐川町坂内諸家

### バイパス
- 滋賀県米原市小田 - 伊吹
- 岐阜県揖斐郡揖斐川町日坂附近

### 重複区間
- 岐阜県道254号藤橋池田線（岐阜県揖斐郡揖斐川町西津汲 - 岐阜県揖斐郡揖斐川町三倉）
- 岐阜県道267号神原揖斐川線（岐阜県揖斐郡揖斐川町谷汲神原 - 岐阜県揖斐郡揖斐川町谷汲木曽屋）
- 岐阜県道255号根尾谷汲大野線（岐阜県揖斐郡揖斐川町谷汲長瀬 地内）

### トンネル

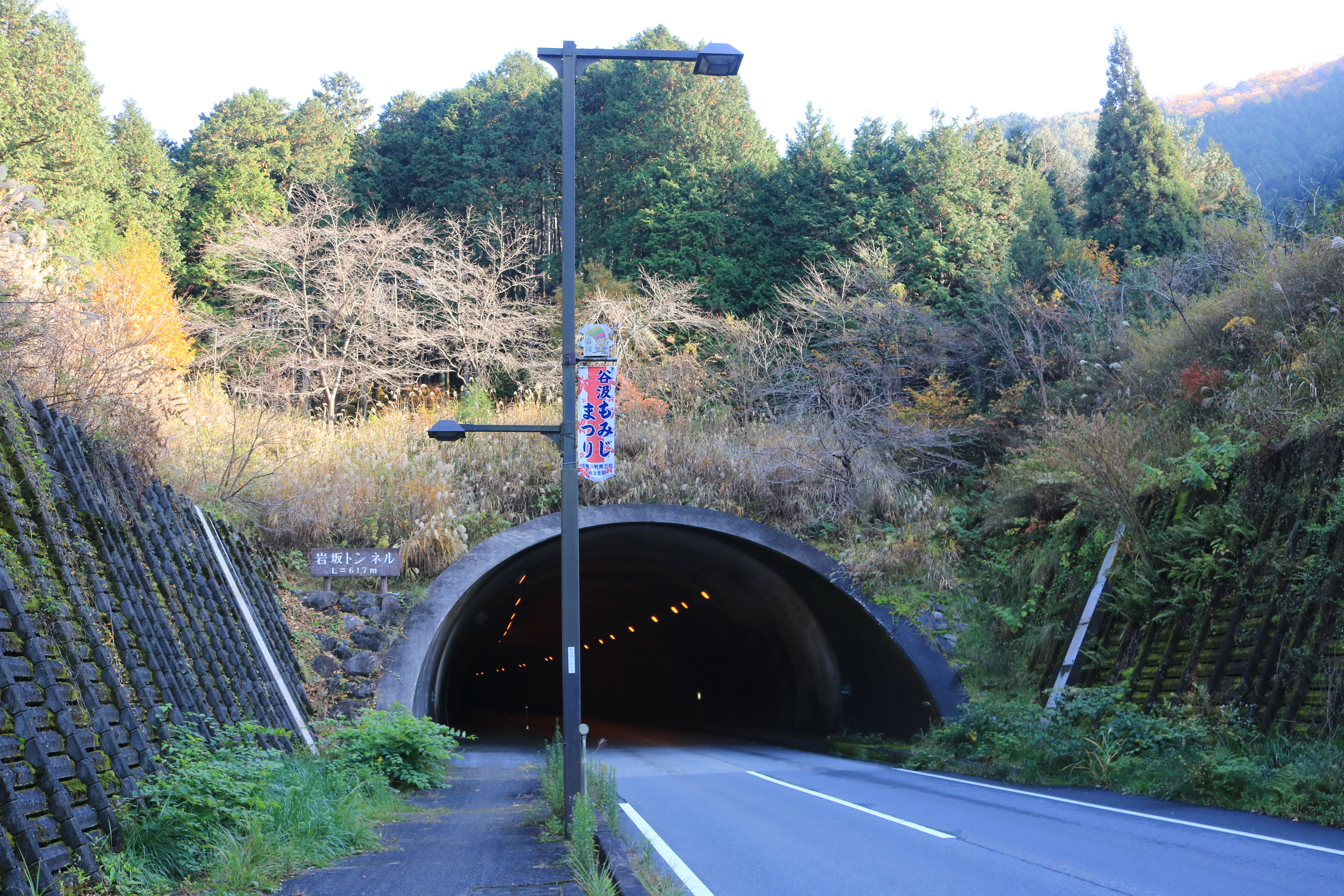
岩坂トンネル、岐阜県揖斐郡揖斐川町谷汲

- 乙原トンネル（2004年10月8日開通、延長438 m）
- 岩坂トンネル（1998年4月開通、延長675 m）

### 道の駅

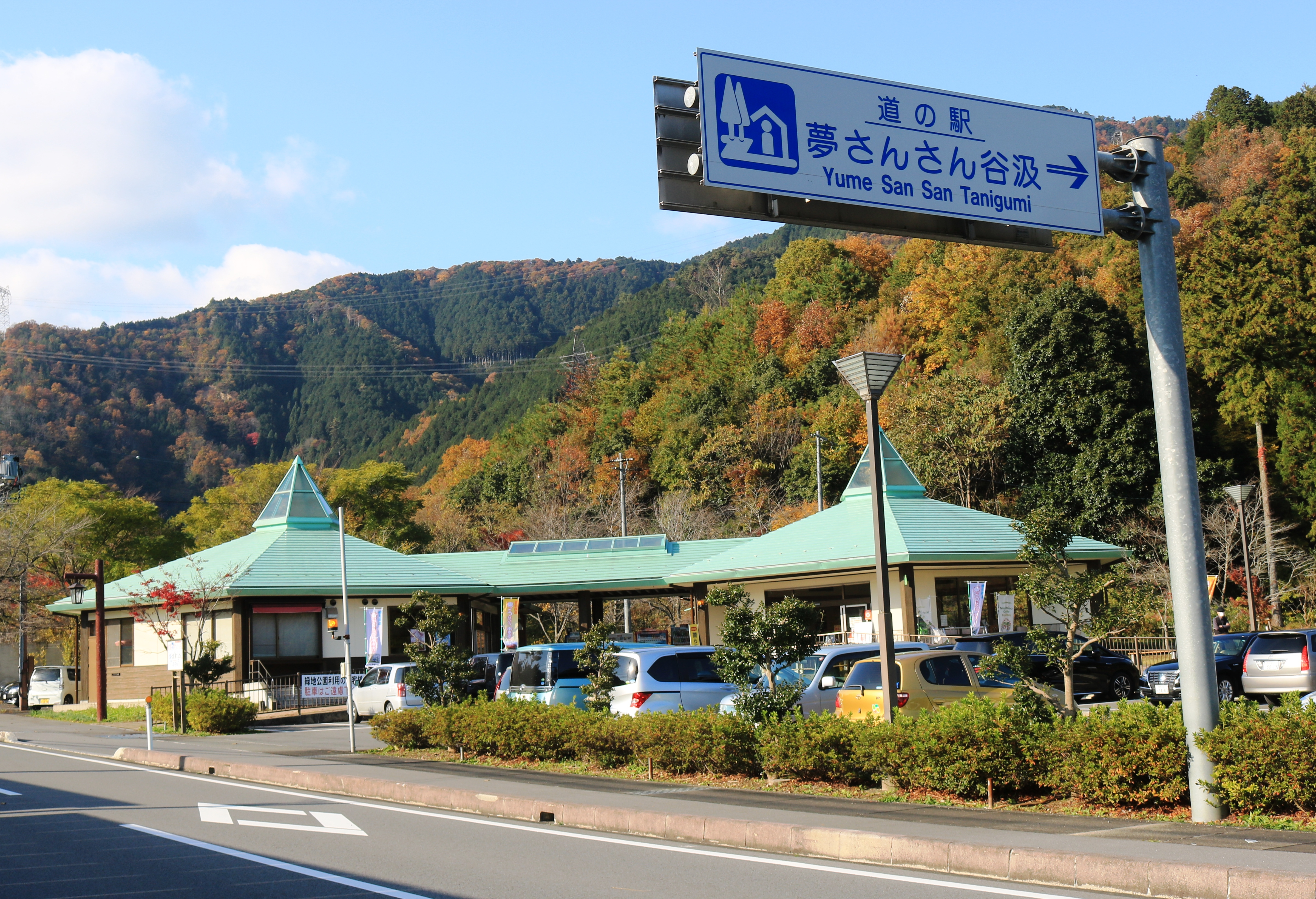
道の駅伊吹の里（米原市）
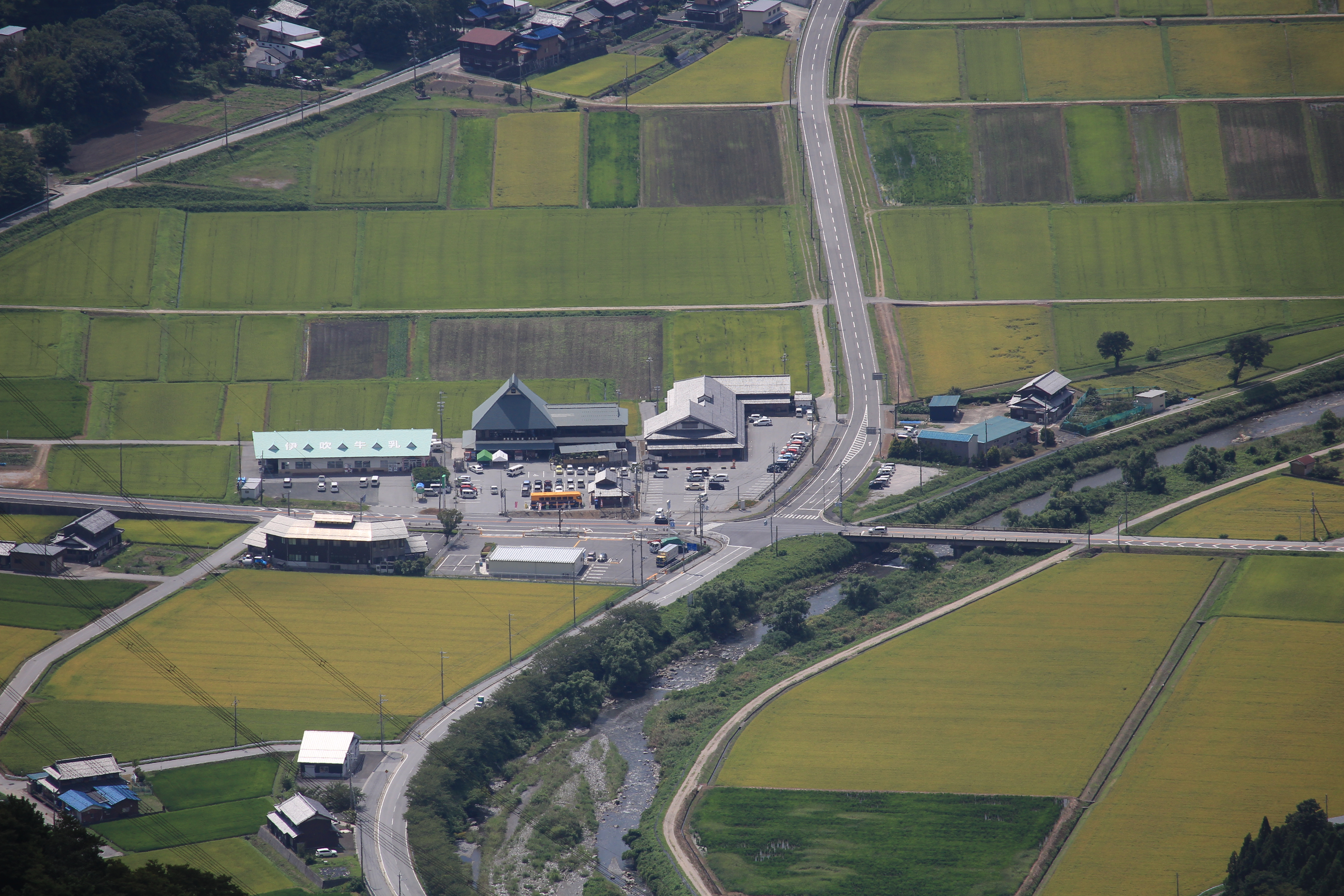
道の駅夢さんさん谷汲（揖斐川町）

- 道の駅夢さんさん谷汲（揖斐川町）
- 道の駅伊吹の里周辺（米原市）

## 地理

### 通過する自治体
- 滋賀県
  - 米原市
- 岐阜県
  - 揖斐郡揖斐川町
  - 本巣市

### 交差する道路

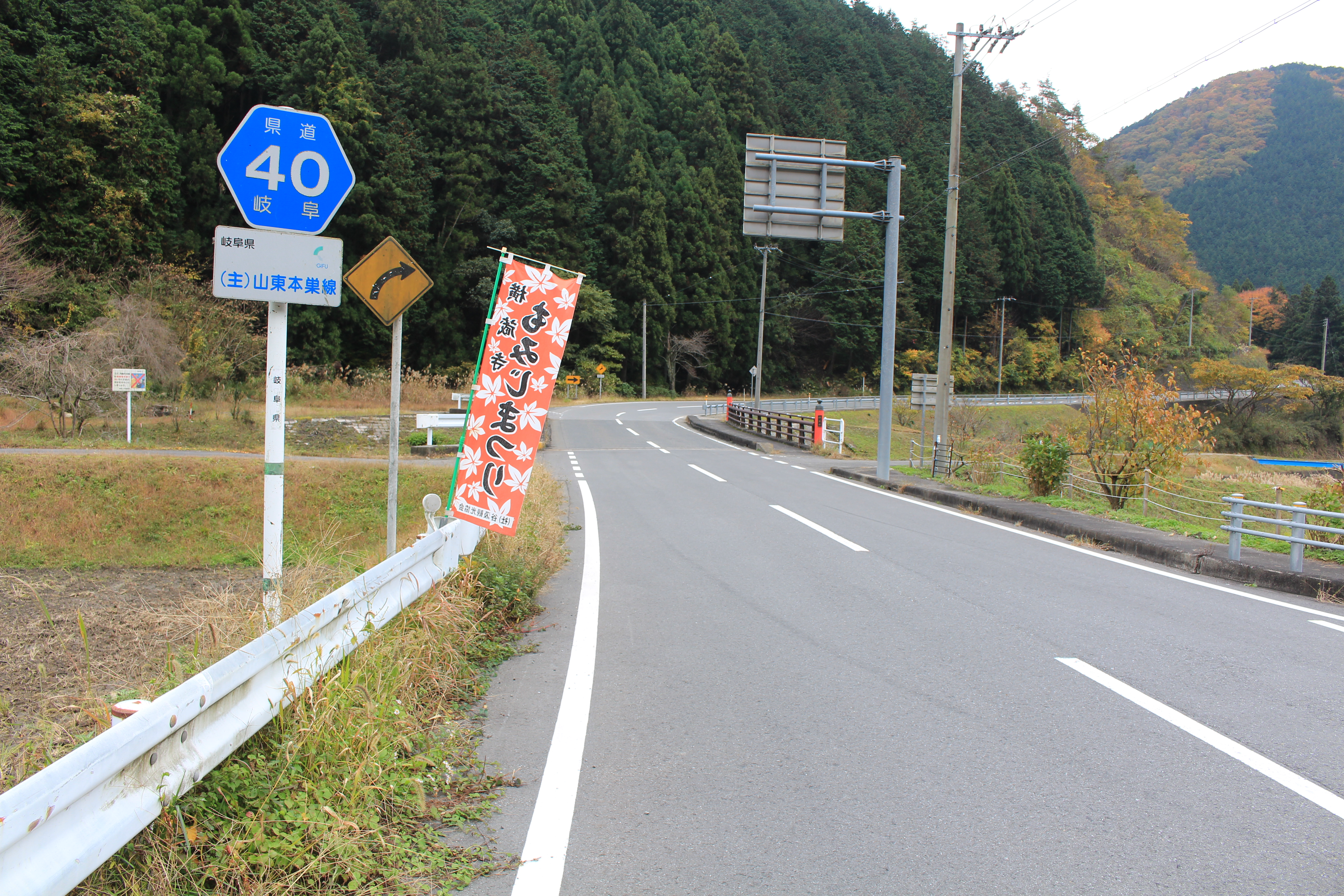
岐阜県道40号山東本巣線、岐阜県揖斐郡揖斐川町谷汲神原

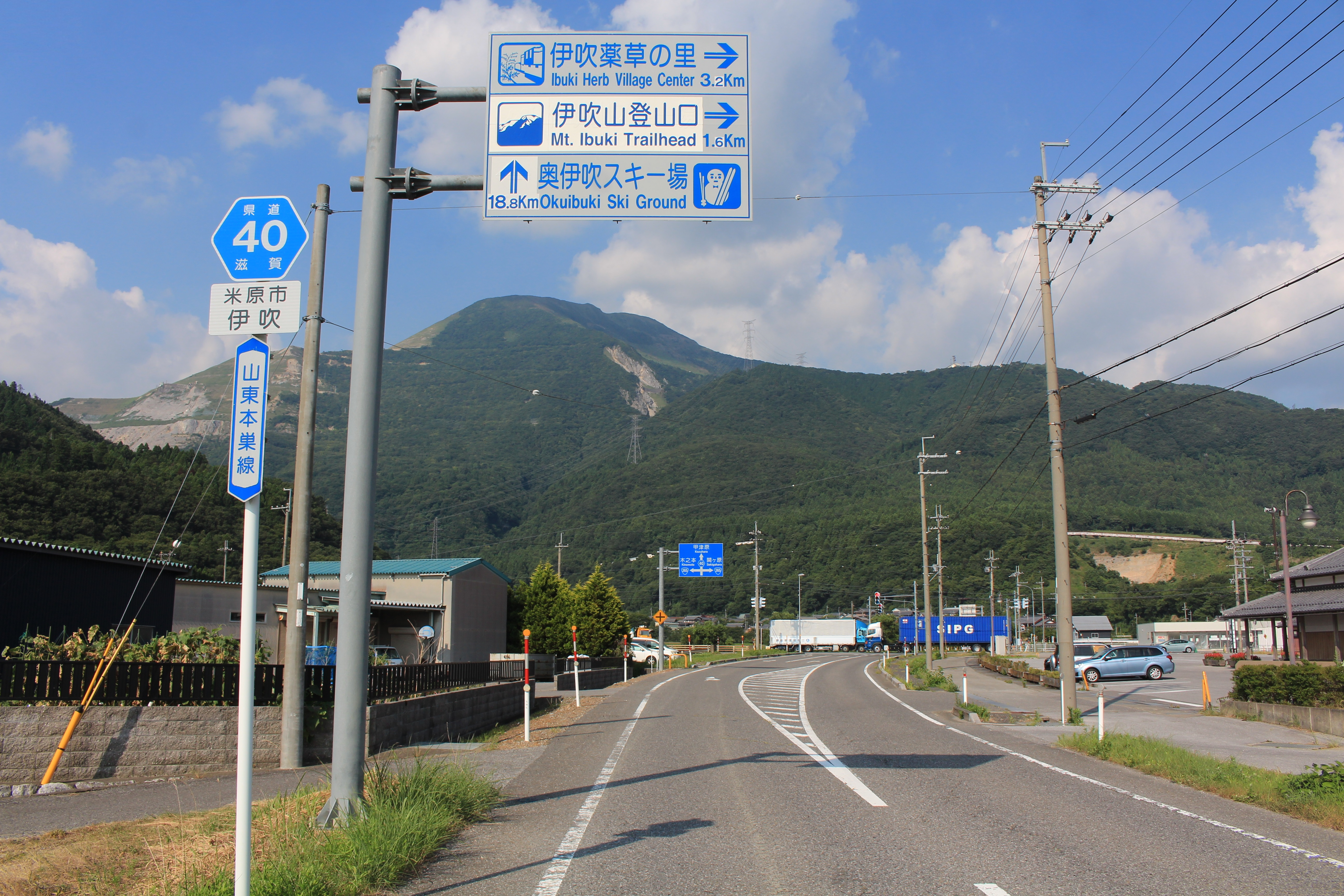
坂浅東部広域農道との交差点、遠景は伊吹山、滋賀県米原市伊吹

- 国道365号 北國脇往還・滋賀県道19号山東一色線（滋賀県米原市野一色東・野一色東交差点、起点）
- 坂浅東部広域農道
- 滋賀県道551号山東伊吹線（滋賀県米原市伊吹）
未供用区間
- 岐阜県道274号揖斐高原線（岐阜県揖斐郡揖斐川町坂内坂本）
- 大規模林道関ヶ原八幡線
- 岐阜県道254号藤橋池田線（岐阜県揖斐郡揖斐川町西津汲）
- 岐阜県道268号神原西津汲線（岐阜県揖斐郡揖斐川町西津汲）
- 岐阜県道254号藤橋池田線（岐阜県揖斐郡揖斐川町三倉）
- 国道303号（岐阜県揖斐郡揖斐川町乙原）
- 岐阜県道267号神原揖斐川線（岐阜県揖斐郡揖斐川町谷汲神原）
- 岐阜県道267号神原揖斐川線（岐阜県揖斐郡揖斐川町谷汲木曽屋）
- 岐阜県道251号揖斐川谷汲山線（岐阜県揖斐郡揖斐川町谷汲徳積）
- 岐阜県道255号根尾谷汲大野線（岐阜県揖斐郡揖斐川町谷汲長瀬）
- 岐阜県道255号根尾谷汲大野線（岐阜県揖斐郡揖斐川町谷汲長瀬）
- 国道157号（岐阜県本巣市曽井中島・織部の里もとす交差点、終点）

### 沿線にある施設など

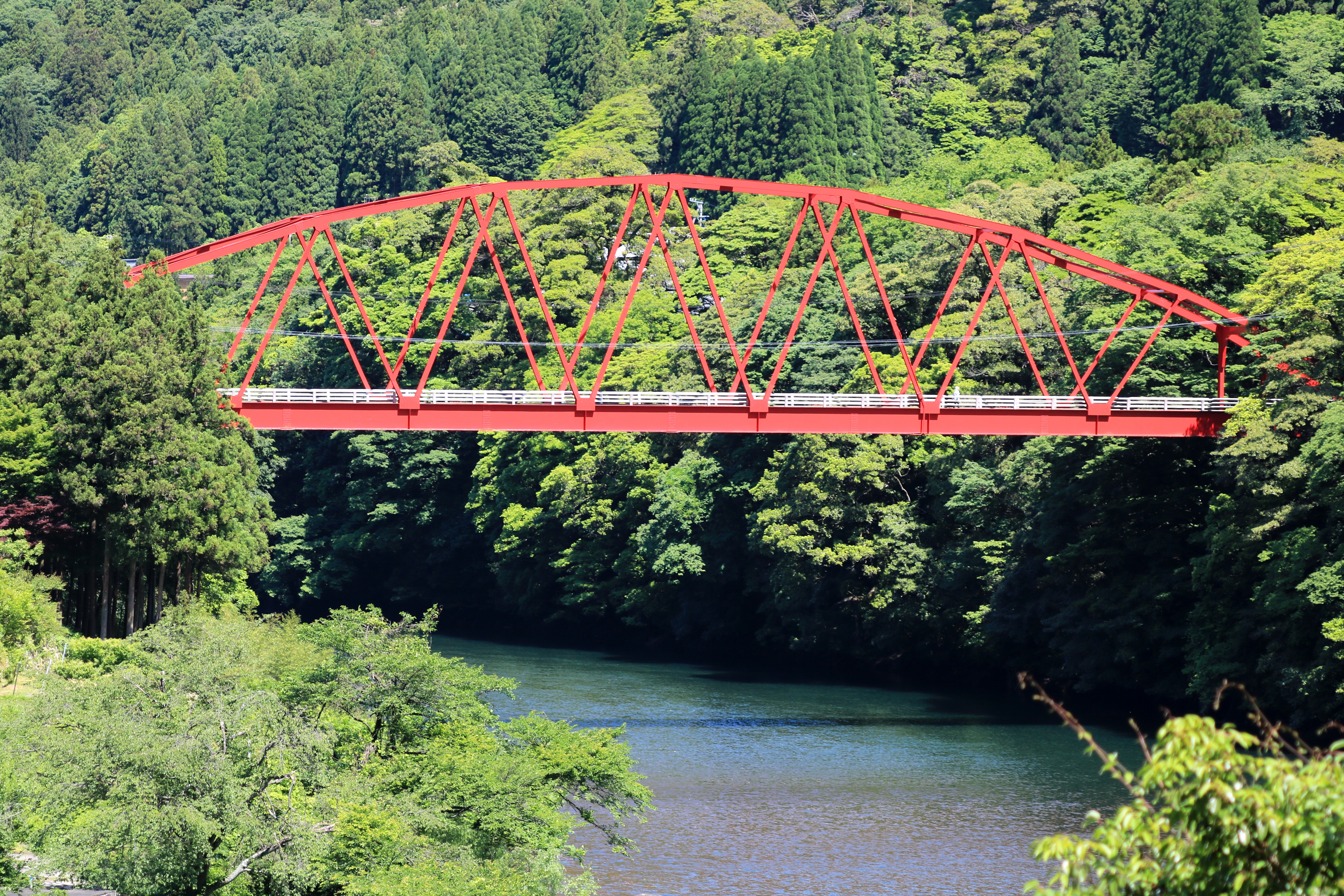
揖斐川に架かる揖斐峡大橋、岐阜県揖斐郡揖斐川町乙原

- 神崎高級工機製作所
- 伊夫岐神社
- 米原市立いぶき幼稚園北分園
- 米原市立東草野中学校
- 米原市役所 吉槻支所
- 観行寺
- NTT西日本 滋賀支店東草野別館
- 姉川ダム
- グランスノー奥伊吹
- 揖斐高原カントリークラブ
- 揖斐高原スキー場日坂ゲレンデ
- 久瀬ダム
- 旧揖斐川町立久瀬小学校、久瀬保育園
- 久瀬郵便局
- NTT西日本 久瀬電話交換所

- 揖斐峡
- 横蔵寺
- 谷汲郷土資料館
- 谷汲文化会館
- 華厳寺
- 谷汲昆虫館
- 旧名鉄谷汲線 谷汲駅
- 長瀬郵便局
- 旧名鉄谷汲線 長瀬駅
- 住友大阪セメント
- 樽見鉄道樽見線 織部駅
- 道の駅織部の里もとす